# Benjamin Constant de Rebecque
Henri-Benjamin Constant de Rebecque (25 de octubre de 1767 - 8 de diciembre de 1830), o simplemente Benjamin Constant, fue un pensador político, activista y escritor suizo-francés sobre teoría política y religión.
Republicano comprometido desde 1795, respaldó el golpe de Estado del 18 Fructidor (4 de septiembre de 1797) y el siguiente del 18 brumario (9 de noviembre de 1799). Durante el Consulado, en 1800 se convirtió en el líder de la oposición liberal. Tras enemistarse con  Napoleón, abandonó Francia para marchar a Suiza primero y luego al Reino de Sajonia. Constant no obstante se puso del lado del emperador durante los Cien Días y volvió a involucrarse en la política durante la Restauración Francesa. Fue elegido diputado en 1818 y permaneció en ese cargo hasta su muerte en 1830. Jefe de la oposición liberal, conocida como Indépendants, fue uno de los más notables oradores de la Cámara de Diputados de Francia, defensor del sistema parlamentario. Durante la Revolución de julio, fue partidario de la subida al trono de Luis Felipe I.
Además de sus numerosos ensayos sobre temas políticos y religiosos, Constant también escribió sobre el amor romántico. Su autobiográfico Le Cahier rouge (1807) da cuenta de su amor por Madame de Staël, de quien se convirtió en protegido y colaborador, especialmente en el círculo Coppet (Grupo Coppet), y su exitosa novela, Adolphe (1816), son buenos ejemplos de su trabajo sobre este tema.
Era un ferviente liberal clásico de principios del siglo XIX. Perfeccionó el concepto de libertad, definiéndolo como una condición de existencia que permitía al individuo rechazar la interferencia del Estado o la sociedad. Sus ideas influyeron en el movimiento del Trienio Liberal en España, la Revolución Liberal de 1820 en Portugal, la Guerra de Independencia griega, el levantamiento de noviembre en Polonia, la Revolución belga, y el liberalismo en Brasil y México.

## Biografía
Henri-Benjamin Constant nació en Lausana perteneciente a la familia Constant de Rebecque, descendientes de hugonotes franceses que habían huido de Artois a Suiza durante las guerras de religión de Francia en el siglo XVI. Su padre, Jules Constant de Rebecque, sirvió como oficial de alto rango en el Ejército de los Estados Holandeses, al igual que su abuelo, su tío y su primo Jean Victor de Constant Rebecque. Cuando la madre de Constant, Henriette-Pauline de Chandieu-Villars, murió poco después de su nacimiento, sus dos abuelas se hicieron cargo de él. Fue instruido por tutores privados en Bruselas (1779) y en los Países Bajos (1780). Durante su estancia en la Universidad protestante de Erlangen (1783), tuvo acceso a la corte de la duquesa Sofía Carolina María de Brunswick-Wolfenbüttel. Tuvo que abandonarla tras un romance con una joven y se trasladó a la Universidad de Edimburgo. Allí vivió en la casa de Andrew Duncan y se hizo amigo de James Mackintosh y Malcolm Laing.
En 1787, regresó a la Europa continental, atravesando a caballo Escocia e Inglaterra. En esos años, la nobleza europea, con sus prerrogativas, sufría fuertes ataques por parte de aquellos, que como Constant, estaban influenciados por el Discurso sobre la desigualdad de Jean-Jacques Rousseau. La familia de Constant lo criticó por omitir parte de su apellido. En París, en la casa de Jean-Baptiste-Antoine Suard conoció a Isabelle de Charriere, una mujer de letras neerlandesa de 46 años, que más tarde ayudó a publicar las Confesiones, y que conocía muy bien a su tío David-Louis Constant de Rebecque en virtud de una correspondencia de 15 años. Durante su estancia en su casa de Colombier (Suiza), escribieron juntos una novela epistolar. Ella actuó como mentora materna para él hasta el nombramiento de Constant en la corte de Charles William Ferdinand, duque de Brunswick-Wolfenbüttel que le obligó a mudarse al norte. Dejó la corte cuando comenzó la Guerra de la Primera Coalición en 1792.
En Braunschweig, contrajo matrimonio con Wilhelmina von Cramm, de la que se divorció en 1793. En septiembre de 1794, conoció y se interesó por la famosa y rica ya casada Germaine de Staël, educada en los principios de Rousseau. Ambos admiraban a Jean Lambert Tallien y Talleyrand. Su colaboración intelectual entre 1795 y 1811 los convirtió en una de las parejas intelectuales más célebres de la época.

### París

Jouxtens-Mézery, Grosse Grange

Después del Reinado del Terror en Francia (1793–1794), Constant se declaró partidario del bicameralismo y de una asamblea como el Parlamento de Gran Bretaña. En la Francia revolucionaria, esta corriente de pensamiento político desembocó en la Constitución del Año III, el Consejo de los Quinientos y el Consejo de los Antiguos. En 1799, después del 18 de Brumario, Constant fue nombrado a regañadientes, ante la insistencia del Abate Sieyes, por Napoleón Bonaparte para el Tribunal, a pesar de las graves reservas de este último. Finalmente, en 1802, el primer cónsul confirmado en sus dudas, obligó a Constant a retirarse debido al tenor de sus discursos y su estrecha relación con Mme de Staël.
Constant conoció a Julie Talma, la esposa salonnière del actor François-Joseph Talma, quien le escribió muchas cartas de gran interés humano.
En 1800, fracasó el complot de la rue Saint-Nicaise, un intento de asesinar a Napoleón. En 1803, en un momento en que Gran Bretaña y Francia estaban en paz, Jean Gabriel Peltier, mientras vivía en Inglaterra, argumentó que Napoleón debería ser asesinado. El abogado James Mackintosh defendió al refugiado francés Peltier contra una difamación demanda instigada por Napoleón, entonces primer cónsul de Francia. El discurso de Mackintosh fue ampliamente publicado en inglés y también en toda Europa en una traducción al francés de madame de Staël, que se vio obligada a abandonar París por este hecho.
De Staël, decepcionada por el racionalismo francés, se interesó por el romanticismo alemán. Constant y ella partieron hacia Prusia y Sajonia y viajaron con sus dos hijos a Weimar. La duquesa Anna Amalia de Brunswick-Wolfenbüttel les acogió a su llegada. Allí conocieron a Friedrich von Schiller y posteriormente a Johann Wolfgang Goethe, que en un principio se mostró con prejuicios hacia todo lo francés. En Berlín, conocieron a August Wilhelm Schlegel, y a su hermano, Friedrich Schlegel. Constant dejó a de Staël en Leipzig y durante 1806 vivió en Rouen y Meulan, donde comenzó a trabajar en su novela Adolphe. En 1808, contrajo matrimonio en secreto con Caroline von Hardenberg, una mujer divorciada dos veces (emparentada con Novalis y con Karl August von Hardenberg).  Regresó a París en 1814, cuando se había producido la Restauración francesa y Luis XVIII había sido proclamado rey. Como miembro del Consejo de Estado (Francia), Constant propuso una monarquía constitucional. Entabló amistad con Madame Récamier mientras se enfrentaba a Germaine de Staël, quien le había pedido que pagase sus deudas de juego cuando su hija, Albertine, se casó con Victor de Broglie. Durante los Cien Días de Napoleón, que se había vuelto más liberal, Constant huyó a la Vendée, pero regresó cuando fue invitado varias veces a las Tullerías para preparar cambios para la  Carta de 1815.
Después de la batalla de Waterloo (18 de junio de 1815), Constant se mudó a Londres con su esposa. En 1817, año en que murió Madame de Staël, regresó a París y fue elegido miembro de la Cámara de Diputados de Francia, la cámara baja legislativa durante la era de la Restauración. Se mostró como uno de sus oradores más elocuentes y se convirtió en líder del bloque parlamentario conocido primero como "Independientes" y luego como "liberales". Mostró su oposición a Carlos X de Francia durante la Restauración entre 1815 y 1830.
En 1822, Goethe elogió a Constant en los siguientes términos:
Pasé muchas tardes instructivas con Benjamin Constant. Cualquiera que recuerde lo que este excelente hombre logró en los últimos años y con qué celo avanzó sin vacilar por el camino que, una vez elegido, fue seguido para siempre, se da cuenta de las nobles aspiraciones, aún no desarrolladas, que se agitaban en su interior...
Francomasón, en 1830, el rey Luis Felipe I dio a Constant una gran suma de dinero para ayudarlo a pagar sus deudas y lo nombró miembro del Conseil d'Etat (Conseil d'Etat (Francia)). Se dice que Constant fue el padre de Albertine de Staël-Holstein (Albertine, baronesa Staël von Holstein) (1797–1838), quien luego se casó con Victor de Broglie (1785–1870). Constant murió en París el 8 de diciembre de 1830 y fue enterrado en el cementerio de Père Lachaise.

## Filosofía política

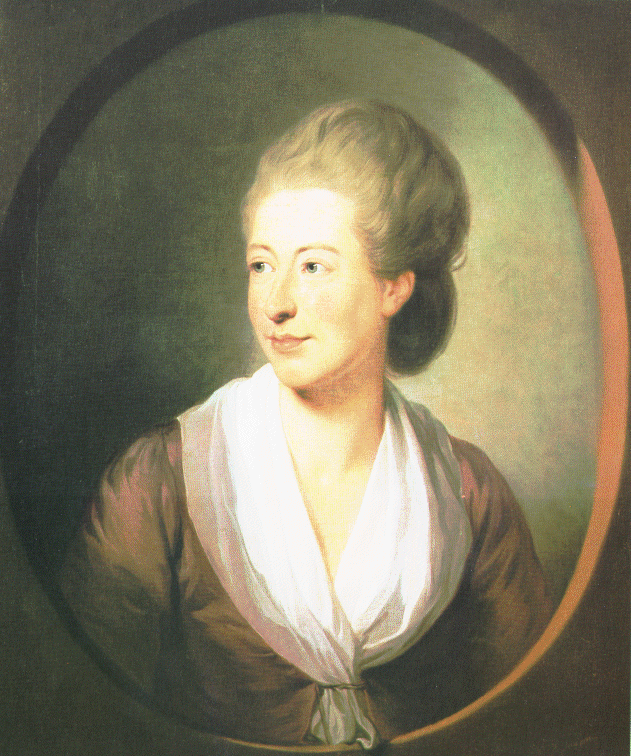
Isabelle de Charrière, intelectual holandés-suiza con quien Constant mantuvo una extensa correspondencia

### Libertad antigua y moderna
Constant, uno de los primeros pensadores que se hizo llamar "liberal", miró a Gran Bretaña en lugar de a la antigua Roma en busca de un modelo práctico de libertad en una gran sociedad mercantil. Hizo una distinción entre la "Libertad de los Antiguos" y la "Libertad de los Modernos". La Libertad de los Antiguos era una libertad participativa republicano, que otorgaba a los ciudadanos el derecho de influir en la política directamente a través de debates y votaciones en la asamblea pública. Para apoyar este grado de participación, la ciudadanía era una obligación moral onerosa que requería una inversión considerable de tiempo y energía. En general, esto requería una subsociedad de esclavos para hacer gran parte del trabajo productivo, dejando a los ciudadanos libres para deliberar sobre los asuntos públicos. Ancient Liberty también se limitaba a sociedades masculinas relativamente pequeñas y homogéneas, en las que podían reunirse convenientemente en un solo lugar para realizar transacciones públicas.
La libertad de los modernos, por el contrario, se basó en la posesión de libertades civiles, el estado de derecho y la libertad de la interferencia estatal excesiva. La participación directa sería limitada: consecuencia necesaria del tamaño de los estados modernos, y también resultado inevitable de haber creado una sociedad mercantil en la que no había esclavos sino que casi todo el mundo tenía que ganarse la vida con el trabajo. En su lugar, los votantes elegirían a los representantes, que deliberarían en el parlamento en nombre del pueblo y salvarían a los ciudadanos de la participación política diaria.

### Crítica de la Revolución Francesa
Criticó varios aspectos de la Revolución francesa y los fracasos de la agitación social y política. Dijo cómo los franceses intentaron aplicar las antiguas libertades republicanas a un estado moderno. Constant se dio cuenta de que la libertad significaba trazar una línea entre la vida privada de una persona y la de la interferencia del estado. Elogió el noble espíritu de regenerar el estado. Sin embargo, afirmó que era ingenuo que los escritores creyeran que dos mil años no habían traído algunos cambios en las costumbres y necesidades de la gente. La dinámica del estado había cambiado. Las poblaciones antiguas palidecieron en comparación con el tamaño de los países modernos. Incluso argumentó que con una gran población, el hombre no tenía ningún papel en el gobierno, independientemente de su forma o tipo. Constant enfatizó cómo los ciudadanos de los estados antiguos encontraban más satisfacción en la esfera pública y menos en su vida privada, mientras que la gente moderna favorecía su vida privada.
La denuncia repetida de Constant del despotismo impregnaba su crítica de los filósofos políticos franceses Jean-Jacques Rousseau y Abbé de Mably. Estos escritores, influyentes en la Revolución Francesa, según Constant, confundieron la autoridad con la libertad y aprobaron cualquier medio de extender la acción del Estado. Presuntos reformadores utilizaron el modelo de fuerza pública del Antiguo Régimen, y organizaron el más absoluto despotismo en nombre de la República. Condenó continuamente el despotismo, citando la contradicción de una libertad derivada del despotismo y la naturaleza vacía de esta ideología.
Además, señaló la naturaleza perjudicial del Reino del Terror, como un delirio inexplicable. En palabras de François Furet, "todo el pensamiento político" de Constant giraba en torno a esta cuestión, a saber, el problema de cómo justificar el Terror. Constant entendió la desastrosa inversión excesiva de los revolucionarios en la esfera política. Los revolucionarios franceses como los Sans-culottes eran la fuerza principal en las calles. Promovieron la vigilancia constante en público. Constant señaló cómo a pesar de la vida más oscura, la existencia más tranquila, el nombre más desconocido, no ofreció protección durante el Reinado del Terror. La omnipresente Mentalidad de rebaño disuadió a muchas personas de pensamiento correcto y ayudó a marcar el comienzo de déspotas como Napoleón.

### Comercio preferible a la guerra
Constant consideraba que, en el mundo contemporáneo, el comercio era superior a la guerra. Atacó la beligerancia de Napoleón, aduciendo que era antiliberal y que ya no se adaptaba a la moderna organización social basada en los intercambios mercantiles. La libertad antigua tendía a basarse en la guerra, mientras que un Estado organizado según los principios de la libertad moderna tendería a estar en paz con todas las demás naciones pacíficas. 

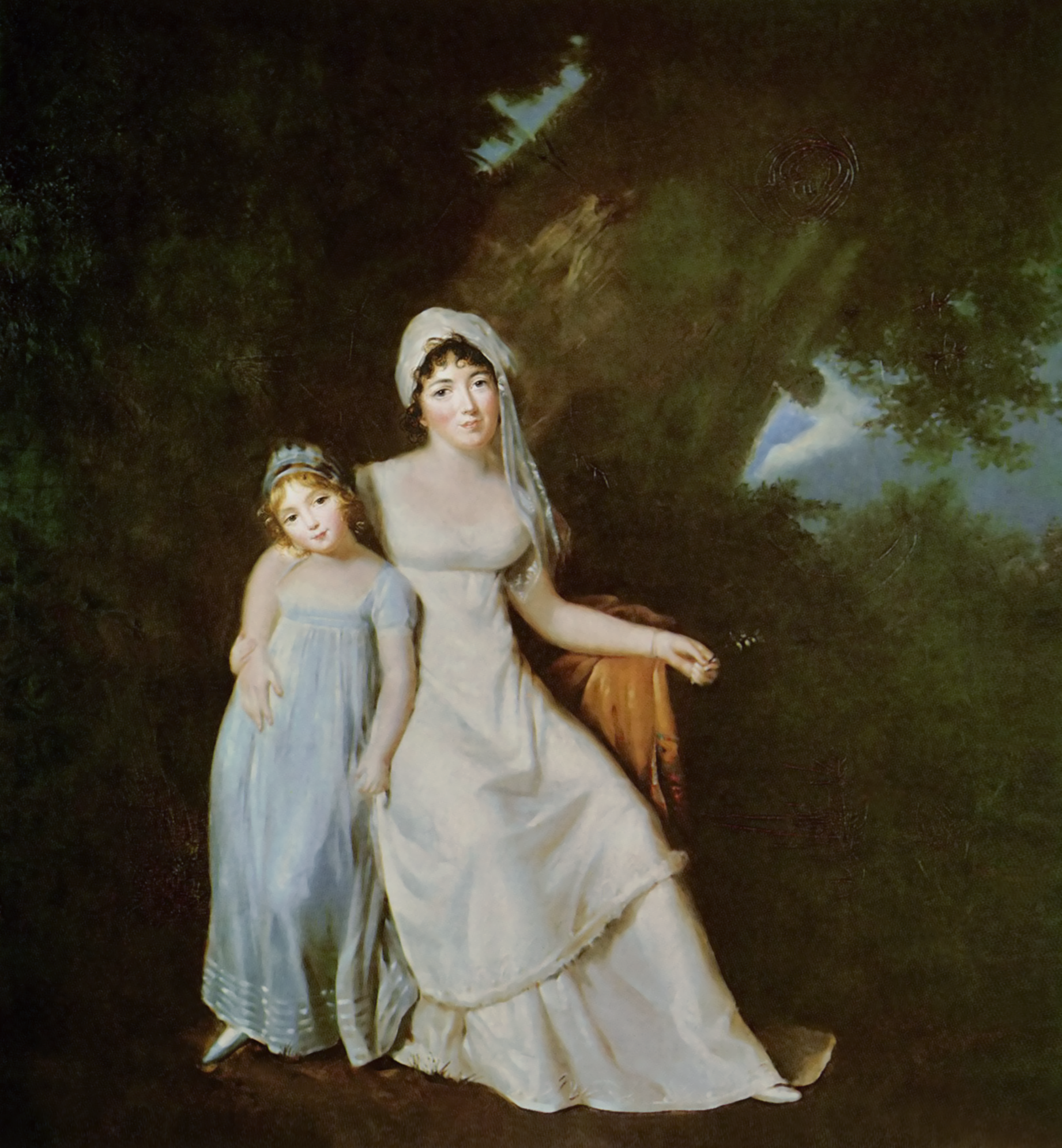
Pintura de Marguerite Gérard, Mme de Staël et sa fille (alrededor de 1805); de Staël fue socio y colaborador intelectual de Constant

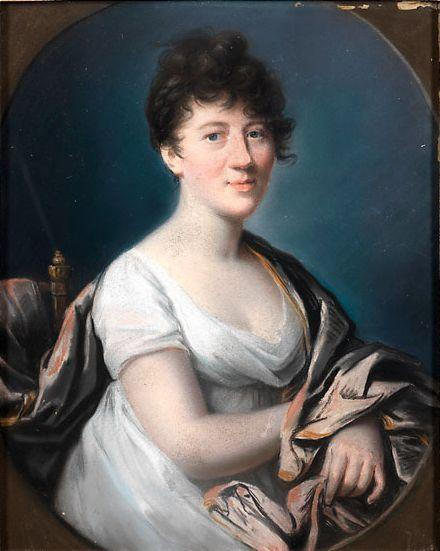
Charlotte von Hardenberg, la segunda esposa "secreta" de Constant

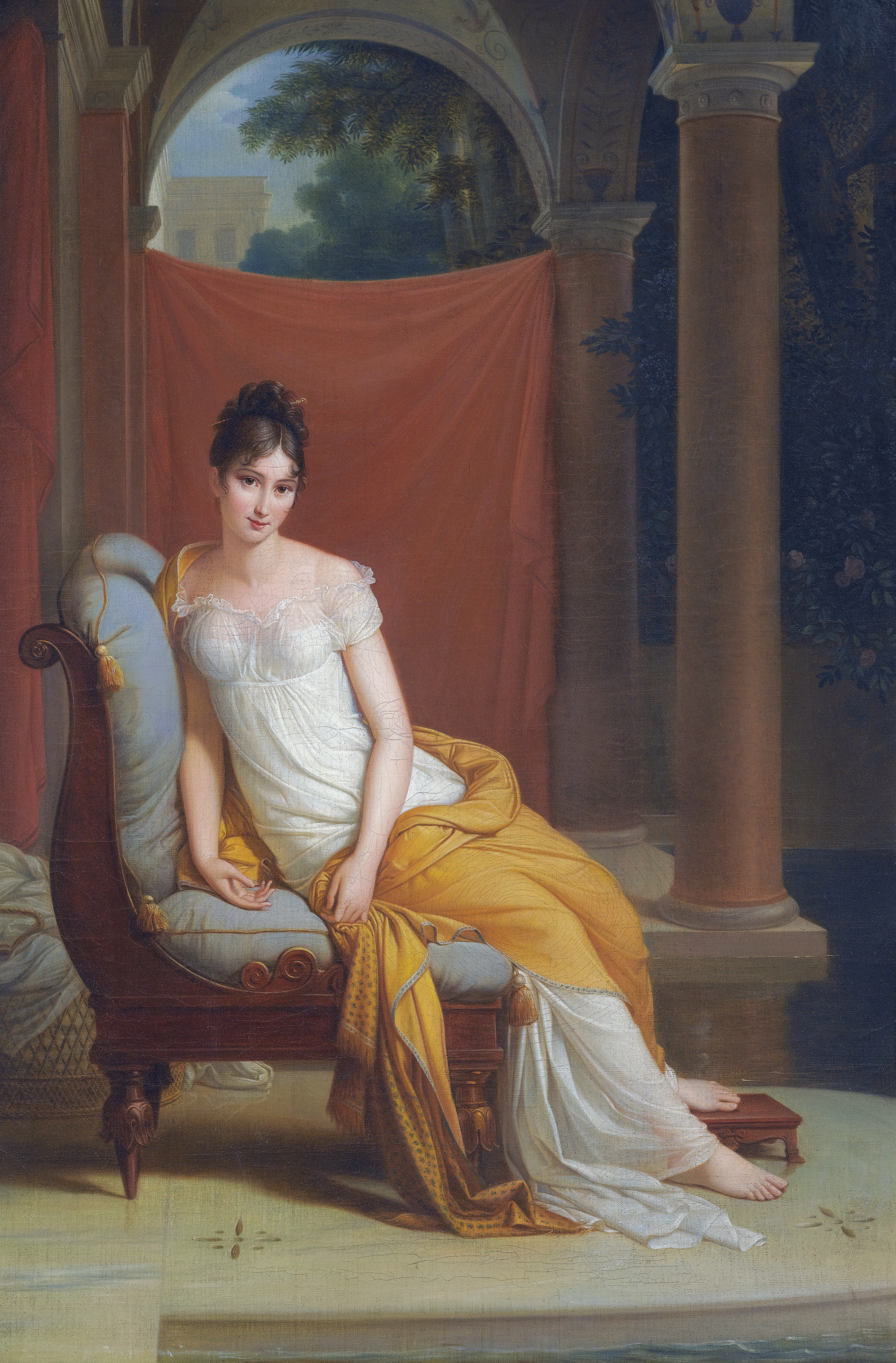
Madame Récamier (1777–1849) de Alexandre-Evariste Fragonard Juliette Récamier fue amiga y corresponsal intelectual de Constant

Constant pensaba que si se quería salvar la libertad de las secuelas de la Revolución, entonces la quimera de la libertad antigua tenía que reconciliarse con la realidad  práctica para lograr la libertad moderna. Inglaterra, desde la Revolución Gloriosa de 1688, y el Reino Unido a partir de 1707, habían demostrado la viabilidad de la libertad moderna y Gran Bretaña se había convertido en una monarquía constitucional. Constant llegó a la conclusión que la monarquía constitucional se adaptaba mejor que el republicanismo para mantener la libertad moderna.
Contribuyó decisivamente a la redacción del «Acte Additional» de 1815, que transformó el gobierno restaurado de Napoleón en una monarquía constitucional moderna, que sólo duró «Cien Días» antes de que Napoleón fuera derrotado, pero el trabajo de Constant proporcionó un medio para reconciliar la monarquía con la libertad.
De hecho, la Constitución francesa (o Carta) de 1830 podría considerarse una aplicación práctica de muchas de las ideas de Constant: una monarquía hereditaria que coexiste con una Cámara de Diputados elegida y una Cámara de Pares senatorial, con el poder ejecutivo conferido a ministros con funciones de responsabilidad. De este modo, aunque a menudo ignorado en Francia debido a sus simpatías anglosajonas, Constant logró contribuir de manera profunda (aunque indirecta) a las tradiciones constitucionales francesas.

### Monarquía constitucional
En segundo lugar, Constant desarrolló una nueva teoría de la monarquía constitucional, en la que se pretendía que el poder real fuera un poder neutral, protegiendo, equilibrando y restringiendo los excesos de los otros poderes activos (el ejecutivo, el legislativo y el judicial). Esto fue un avance en la teoría prevaleciente en el mundo de habla inglesa, que, siguiendo la opinión de William Blackstone, el jurista inglés del siglo XVIII, había considerado al rey como cabeza del poder ejecutivo. [cita requerida] En el esquema de Constant, el poder ejecutivo estaría encomendado a un Consejo de Ministros (o Gabinete) que, aunque designado por el Rey, en última instancia sería responsable ante el Parlamento. Al hacer esta clara distinción teórica entre los poderes del rey (como jefe de Estado) y los ministros (como ejecutivo), Constant estaba respondiendo a la realidad política que se había hecho evidente en Gran Bretaña durante más de un siglo: que es decir, los ministros, y no el Rey, son actores responsables, y el Rey "reina pero no gobierna". Esto fue importante para el desarrollo del gobierno parlamentario en Francia y en otros lugares. El rey no iba a ser una cifra impotente en el plan de Constant. Tendría muchos poderes, incluido el poder de hacer nombramientos judiciales, disolver la Cámara y convocar nuevas elecciones, nombrar pares y destituir ministros, pero no podría gobernar, hacer política. , o dirigir la administración, ya que eso sería tarea de los ministros responsables. Esta teoría se aplicó literalmente en Portugal (1822) y Brasil (1824), donde al rey/emperador se le otorgaron explícitamente "poderes moderadores" en lugar del poder ejecutivo. En otros lugares (por ejemplo, el "Estatuto albertino" de 1848 del Reino de Cerdeña, que luego se convirtió en la base de la constitución de la Italiana de 1861) el poder ejecutivo estaba teóricamente conferido al Rey , pero fue ejercido únicamente por los ministros responsables.
Abogó por la separación de poderes como base para un Estado liberal, pero a diferencia de Montesquieu y la mayoría de los pensadores liberales, abogó por cinco poderes en lugar de tres. Ellos eran:
1. el monarca o moderador,
2. el ejecutivo,
3. el poder representativo de opinión,
4. el poder representativo de la tradición y
5. el poder judicial.

Así, el poder moderador era un monarca, una especie de juez, que no formaba parte del gobierno, sino que servía como un poder neutral al gobierno, el Poder Ejecutivo residía en los ministros que nombraba el monarca y eran, colectivamente, los jefe de gobierno, los Poderes representativos eran una separación del Poder legislativo de Monstesquieu, siendo el Poder representativo de opinión un órgano elegido para representar la opinión de la ciudadanía y el Poder representativo de la tradición era una Cámara hereditaria. de Pares y el poder judicial era similar al Poder Judicial de Montesquieu.
Las otras preocupaciones de Constant incluían un "nuevo tipo de federalismo": un intento serio de descentralizar el gobierno francés mediante la devolución de poderes a los consejos municipales electos. Esta propuesta llegó a buen término en 1831, cuando se crearon los consejos municipales electos (aunque en un estrecho franquicia).

### Imperialismo y colonialismo
Constant se opuso al imperialismo y al colonialismo, y denunció la política francesa en las Indias Occidentales y en otros territorios como racista, injusta y contraria a los principios básicos de la igualdad humana. Apoyó la ampliación de los derechos civiles y políticos a los súbditos coloniales no blancos. Respaldó la revolución haitiana y argumentó que las instituciones establecidas por los haitianos eran la prueba de que los no europeos podían fundar instituciones equivalentes a las de los europeos. Fue igualmente un firme defensor de la independencia griega frente al Imperio Otomano.

## Religión comparada
Al margen de su producción política y literaria, Constant dedicó cuarenta años a trabajar sobre la religión y el sentimiento religioso. 
Sus publicaciones demuestran su voluntad de captar este fenómeno social inherente a la naturaleza humana que, en cualquiera de sus formas, es siempre una búsqueda de perfectibilidad. Si sus manifestaciones se vuelven estrictas, la ruptura y la división es inevitable. Por tanto, sea cual sea la forma en que se presente el sentimiento religioso, necesita adaptarse y evolucionar.
Constant mantiene en que la autoridad política no debe inmiscuirse en las creencias religiosas de la ciudadanía, ni siquiera para defenderlas. A su juicio, corresponde a cada persona decidir dónde buscar su consuelo, su brújula moral o su fe. La autoridad pública no puede actuar sobre las convicciones de alguien, solo puede hacerlo sobre sus intereses. También condena la religión que comúnmente se considera utilitarista, ya que degrada el auténtico sentimiento religioso.
Considera que era necesario que el politeísmo declinara en consonancia con el progreso humano. Cuanto más progresa el ser humano en su comprensión, más beneficiosos son los efectos del teísmo. La creencia en un dios en sí misma ha evolucionado. El cristianismo, especialmente el protestantismo, es, según Constant argumenta, su forma más tolerante y un indicador de evolución intelectual, moral y espiritual.

## Novelas
Constant publicó solo una novela durante su vida, Adolphe (1816), la historia de la desgraciada historia de amor de un joven indeciso con una amante mayor que él. Una novela en primera persona de tradición sentimentalista, Adolphe examina los pensamientos del joven mientras se enamora y se desenamora de Ellenore, una mujer de incierta virtud. Constant comenzó la novela como un relato autobiográfico de dos amores, pero decidió que los lectores se opondrían a dos relaciones simultáneas. Se cree que la historia de amor representada en la versión final de la novela se basa en la que mantuvo Constant con Anna Lindsay, quien describe la relación en su correspondencia (publicada en la Revue des Deux Mondes, diciembre de 1930 - enero de 1931). El libro ha sido comparado con René de Chateaubriand o Corinne de Madame de Staël. 
De joven, Constant conoció a Isabelle de Charrièr, literata amiga de su tío David-Louis Constant de Rebecque, con la que escribió conjuntamente una novela epistolar, bajo el título, Les Lettres d'Arsillé fils, Sophie Durfé et autres.

## Legado
La importancia de los escritos de Constant sobre la libertad de los antiguos y de su tiempo ha dominado la comprensión de su obra, al igual que su crítica a la Revolución Francesa. El filósofo e historiador británico de las ideas, Sir Isaiah Berlin ha reconocido su deuda con Constant.
Los escritos literarios y culturales más amplios de Constant (principalmente la novela "Adolphe" y su extensa historia de religión comparada) enfatizaron la importancia del autosacrificio y el efecto de las emociones humanas como base para la vida social. Así, mientras abogó por la libertad individual como vital para el desarrollo individual y moral y apropiado para la modernidad, sintió que el egoísmo y el interés propio no eran parte de una verdadera definición de libertad individual. La autenticidad emocional y el sentimiento de compañerismo fueron fundamentales. En esto, su pensamiento moral y religioso estuvo fuertemente influenciado por los escritos morales de Jean-Jacques Rousseau y pensadores alemanes como Immanuel Kant, a quien leyó en referencia a su historia religiosa.

### Ensayos
- De la force du gouvernement actuel de la France et de la nécessité de s'y rallier (1796)
- Des réactions politiques (1797)
- Des efectos de la Terreur (1797)
- "Principes de politique" (1806)
- Fragments d'un ouvrage abandonné sur la possibilité d'une constitution républicaine dans un grand pays (publicado en 1991 por Aubier, manuscrito probablemente escrito entre 1795 y 1810)
- Benjamin Constant, "De l'esprit de conquête et de l'usurpation dans leur rapports avec la civilisation européenne", Hanovre, Londres et Paris, Hahn et H. Nicolle, 1814, OCLC 729678587, BnF FRBNF35284845, disponible en Gallica
- Réflexions sur les constitutions, la distribution des pouvoirs et les garanties dans une monarquie constitutionnelle (1814)
- De l'esprit de conquête et d'usurpation dans leurs rapports avec la civilisation actuelle (1815) (contra Napoleón Bonaparte)
- Principes de politique applys à tous les gouvernements représentatifs (1815)
- Memoires sur les Cent-Jours
- De la liberté de l'industrie (1818)
- Cours de politique constitutionnelle (1818-1820)
- « De la liberté des Anciens comparée à celle des Modernes » (famoso discurso pronunciado en 1819)
- Comentario sobre la obra de Filangieri (1822-1824)
- De la religion considérée dans sa source, ses formes et son développement (5 vols. 1824–1831) (sobre la religión antigua)
- Appel aux Nations chrétiennes en faveur des Grecs. (1825)
- Mélanges de littérature et de politique (1829)
- Du polythéisme romain considéré dans ses rapports avec la philosophie grecque et la religion chrétienne (1833)
- Correspondencia de Benjamin Constant y d'Anna Lindsay - L'Inconnue d'Adolphe, publiée par la baronne Constant de Rebecque. (Plon, 1933).

### Novelas
- Dennis Wood, Isabelle de Charrière y Benjamin Constant. À propos d'une découverte récente. [Sur Les Lettres d'Arsillé fils, Sophie Durfé et autres, roman écrit par Benjamin Constant et Madame de Charrière.] En: Estudios sobre Voltaire y el siglo XVIII; 215. (Oxford, Fundación Voltaire, 1982), pp. 273–279.
- Adolphe (1816) – quotes

### Escritos autobiográficos
- Le Cahier rouge (1807), published posthumously (1907)
- Cécile (écrit vers 1809), published posthumously (1951)[27]

### Correspondencia
- Lettre à M. Odillon-Barrot, avocat en la Cour de cassation, sur l'affaire de Wilfrid Regnault, condamné à mort (1818 puis publié chez P. Plancher en 1819)
- Deuxième lettre à M. Odillon-Barrot, avocat en la Cour de cassation, sur l'affaire de Wilfrid Regnault, condamné à mort (1818 puis publié chez P. Plancher en 1819)
- De l'appel en calomnie de M. le marquis de Blosseville, contre Wilfrid-Regnault (1818 puis publié chez P. Plancher en 1819)
- Correspondencia Isabelle de Charrière et Benjamin Constant (1787–1805), Éd. Jean-Daniel Candaux. París, Desjonquères, 1996
- Renée Weingarten, Germaine de Staël y Benjamin Constant. Una biografía dual, Yale, 2008.
- Lettres à Madame Récamier (1807–1830), Edición crítica de Ephraïm Harpaz, París, Librairie C. Klincksieck, 1977.

### Diario intimo
- Journaux intimes, Édition de Jean-Marie Roulin, Éd. Gallimard, collection folio classique n°6382, Paris, 2017. ISBN 978-2070792146

## Otras lecturas
- Biancamaria Fontana, Benjamin Constant and the Post-Revolutionary Mind (1991. Yale U.P., New Haven – London)
- Carpenter, Catrine. "Benjamin Constant's religious politics" History of European Ideas 35#4 (2009), 503–509.
- Constant, Benjamin. Constant: Political Writings (Cambridge UP, 1988).
- Dodge, Guy Howard. Benjamin Constant's Philosophy of Liberalism: A Study in Politics & Religion (1980) 195 pp.
- Gauchet, Marcel. "Constant," in A Critical Dictionary of the French Revolution, ed. François Furet and Mona Ozouf (1989), p. 924.
- Hart, David (2008). «Constant, Benjamin (1767–1830)».  En Hamowy, Ronald, ed. The Encyclopedia of Libertarianism. Thousand Oaks, CA: Sage; Cato Institute. pp. 97-98. ISBN 978-1412965804. LCCN 2008009151. OCLC 750831024. doi:10.4135/9781412965811.n63.
- Pitt, A. "The Religion of the Moderns: Freedom and Authenticity in Constant's De la Religion", in History of Political Thought; 21#1 (2000), 67–87.
- Rosenblatt, Helena, ed. The Cambridge Companion to Constant, (2009. Cambridge University Press, Cambridge)
- Rosenblatt, Helena, Liberal Values: Benjamin Constant and the Politics of Religion, (2011. Cambridge University Press, Cambridge) ISBN 978-1107402300
- Steven, Vincent, K. "Benjamin Constant, the French Revolution, and the Origins of French Romantic Liberalism",  French Historical Studies; 23:4 (2000 Fall), pp. 607–637 in Project MUSE
- Vincent, K. Steven.  Benjamin Constant and the Birth of French Liberalism (Springer, 2011) online.
- Vincent, K. Steven (2013). «The Liberalism of Sismondi and Constant». The European Legacy 18 (7): 912-916. S2CID 219640988. doi:10.1080/10848770.2013.839497.
- Wood, Dennis. Benjamin Constant: A Biography (1993).

### Otros idiomas
- Mauro Barberis, Benjamin Constant. Rivoluzione, costituzione, progresso (1988. Il Mulino, Bologna)
- Paul Bastid, Benjamin Constant et sa doctrine, I–II (1966. Colin, Paris)
- Pierre Deguise, Benjamin Constant méconnu. Le livre De la religion, avec des documents inédits (1966. Droz, Genève)
- Stefano De Luca, Il pensiero politico di Benjamin Constant (1993. Laterza, Roma-Bari)
- Béatrice Fink (dir.), Benjamin Constant : philosophe, historien, romancier et homme d'État (actes du colloque de l'université du Maryland, octobre 1989), Lausanne, Institut Benjamin Constant ; Paris, J. Touzot, 1991, 186 pp.
- Luca Fezzi, Il rimpianto di Roma. 'Res publica', libertà 'neoromane' e Benjamin Constant, agli inizi del terzo millennio (2012, Firenze, Le Monnier)
- François Furet, "La Révolution sans la Terreur? Le débat des historiens du XIXe siècle", in Le Débat pp. 13, 41. (1981)
- Henri Guillemin, Benjamin Constant, muscadin, Paris, Gallimard, 1958
- Kurt Kloocke, Benjamin Constant. Une biographie intellectuelle (1984. Droz, Genève)
- Giovanni Paoletti, Benjamin Constant et les Anciens. Politique, réligion, histoire (2006. Champion, Paris)
- Tzvetan Todorov, Benjamin Constant: la passion democratique (1997. Hachette, Paris)